# Óscar Álvarez
Óscar Álvarez Sanjuán (Barcelona, 9 juni 1977) is een Spaanse profvoetballer. Hij speelt als centrale verdediger bij Orihuela CF. Zijn vader Enrique Álvarez Costas en oudere broer Quique Álvarez waren eveneens als profvoetballer actief.
Álvarez is afkomstig uit de cantera, de jeugdopleiding, van FC Barcelona. Hij speelde voor Barça C (1994-1997) en Barça B (1997-1999), maar tot een officieel duel voor het eerste elftal kwam de verdediger nooit. Álvarez vertrok in 1999 naar Real Oviedo, dat destijds in de Primera División uitkwam en speelde vervolgens met UE Lleida (2000/2001), Real Oviedo (2001/2002), CD Tenerife (2002-2005) en Gimnàstic de Tarragona (2005/2006) in de Segunda División A. Met Gimnàstic behaalde Álvarez promotie naar de Primera División, maar de verdediger kreeg te horen de club te moeten verlaten. Na een halfjaar zonder contract tekende Álvarez in januari 2007 bij Orihuela CF uit de Segunda División B. 